# Viktor Lois
Viktor Lois (* 17. September 1950 in Tatabánya) ist ein ungarisch-amerikanischer Bildhauer, Installations- und Multimediakünstler.
Lois begann seine Aktivitäten als autodidaktischer bildender Künstler Anfang der 1970er Jahre. 1978 gründete er in seiner Heimatstadt die erste private Kunstgalerie im sozialistischen Ungarn, die Beteg Szamar Galeria (Galerie Kranker Esel), in der er vorwiegend eigene Holzskulpturen ausstellte. Daneben entstanden auch erste mobile Skulpturen wie Erőfitogtató mobilt. In den 1980er Jahren entstanden dann Möbel, Fahrzeuge, Maschinen und Musikinstrumente als Skulpturen – so schuf er seit 1987 mehr als 200 Musikskulpturen, die Werke der Bildhauerei und Musikinstrumente zugleich sind und gründete die Band TundraVoice, die ausschließlich auf diesen Instrumenten spielt.
1993 vertrat er mit einer Auswahl dieser Werke Ungarn bei der Biennale di Venezia. 1996 wurde ihm von der ungarischen Regierung ein Gebäude im Bergbaumuseum von Tatabánya zur Verfügung gestellt, in dem in einer Dauerausstellung mehr als 70 seiner Skulpturen gezeigt werden. Seit 1997 veranstaltet er hier ein Sommercamp für Künstler verschiedener Genres wie Bildhauer, Photographen, Musiker, Installations- und Multimediakünstler, bei dem Werke für eine anschließende Ausstellung entstehen. Lois’ Werke wurden in vielen Ländern Europas und Asiens und in den USA gezeigt und sind in den ständigen Sammlungen des Ferenczy Múzeum in Szentendre und des Ludwig Múzeum in Budapest vertreten. Seit 2005 lebt Lois überwiegend in den USA.

## Weblink
- Homepage von Viktor Lois